# Brett Crozier
Brett Elliott Crozier (sinh ngày 24 tháng 2 năm 1970) là một hạm trưởng trong Hải quân Hoa Kỳ. Tốt nghiệp Học viện Hải quân Hoa Kỳ, ông trở thành phi công hải quân, trực thăng bay đầu tiên và sau đó chuyển sang lái máy bay chiến đấu. Sau khi hoàn thành chương trình huấn luyện hạt nhân hải quân, ông là sĩ quan trên nhiều tàu sân bay. Vào mùa xuân năm 2020, ông là sĩ quan chỉ huy của hàng không mẫu hạm USS Theodore Roosevelt khi dịch COVID-19 bùng phát trong thủy thủ đoàn. Ông được quyền Bộ trưởng Hải quân Thomas Modly lúc bấy giờ cách chức chỉ huy sau khi gửi thư cho các nhà lãnh đạo Hải quân yêu cầu hầu hết thủy thủ đoàn được đưa lên bờ, sau đó đã bị rò rỉ cho giới báo chí biết tin. Bản thân Crozier sau đó được chẩn đoán mắc bệnh.

## Thân thế và giáo dục
Brett Elliott Crozier lớn lên ở Santa Rosa, California. Ông tốt nghiệp Trường Trung học Santa Rosa năm 1988 và sau nhập học Học viện Hải quân Hoa Kỳ. Ông tốt nghiệp Học viện năm 1992. Ông nhận bằng thạc sĩ về Nghiên cứu Chiến lược và An ninh Quốc gia tại Đại học Chiến tranh Hải quân năm 2007, và hoàn thành chương trình học tại Trường Năng lượng Hạt nhân vào năm 2014.

## Sự nghiệp hải quân
Crozier được chỉ định là một phi công hải quân vào năm 1994, và được giao làm phi công lái chiếc Sikorsky SH-60 Seahawk cho HSL-37 tại Barbers Point, Hawaii. Ông được điều động lên tàu USS Crommelin và USS Fletcher cho các hoạt động ở Thái Bình Dương và Chiến dịch Southern Watch ở vùng Vịnh Ba Tư.
Năm 1999, Crozier phục vụ trong Bộ Tư lệnh Nhân lực Hải quân với tư cách là người quản lý chương trình duy trì và phân đội hàng không. Sau đó, ông chuyển sang bay FA-18 Hornet. Năm 2002, ông chuyên sang lái Strike Fighter Squadron 97 (VFA-97), "Warhawks"; năm sau, phi đội được triển khai cùng USS Nimitz để hỗ trợ cho Chiến dịch Tự do Iraq (OIF).
Năm 2004, Crozier được phân công sang Strike Fighter Squadron 94 (VFA-94), một đơn vị F/A-18 Hornet khác được gọi là Mighty Shrikes, với tư cách là người đứng đầu bộ phận, và một lần nữa được triển khai với Nimitz vào năm 2005. Năm 2006, Crozier được chỉ định sang công tác tại đơn vị VFA-125, "Rough Raiders," với tư cách là người hướng dẫn và Sĩ quan Điều hành Phi đội Thay thế Hạm đội. Năm sau, ông nhận lệnh theo học Đại học Chiến tranh Hải quân, lấy bằng thạc sĩ về Nghiên cứu Chiến lược và An ninh Quốc gia.
Crozier sau đó chuyển sang làm sĩ quan điều hành, sau đó là sĩ quan chỉ huy (CO) của VFA-94, có trụ sở tại Trạm Hải quân Lemoore ở California. Với tư cách là phi đội CO, ông đã thực hiện nhiều đợt triển khai quân cho các hoạt động của Hạm đội 3, 5 và 7 của Mỹ, nhiều cuộc tập trận và Chiến dịch Southern Watch và OIF. Ông từng chỉ huy phi đội của mình trong các cuộc điều động quân viễn chinh với Liên đoàn Không quân Thủy quân lục chiến 12 đóng tại Trạm Không quân Thủy quân lục chiến Iwakuni, Nhật Bản, để hỗ trợ các cuộc hành quân Thái Bình Dương và Chiến tranh toàn cầu chống khủng bố. Hành trình phi đội CO của ông kết thúc vào tháng 8 năm 2010.
Crozier được điều sang Lực lượng Tấn công và Hỗ trợ hải quân NATO ở Napoli, Ý, và trở thành nhà hoạch định không quân chính cho Lực lượng Đặc nhiệm Liên hợp Odyssey Dawn và Phó Giám đốc Lực lượng Đặc nhiệm Liên hợp nhắm Mục tiêu cho Chiến dịch Unified Protector của NATO.
Từ tháng 4 năm 2014 đến tháng 7 năm 2016, Crozier đã hoàn thành chương trình đào tạo năng lượng hạt nhân của hải quân và từng là sĩ quan điều hành của USS Ronald Reagan. Trong chuyến công du này, Ronald Reagan tham gia RIMPAC 2014, hai lần sẵn sàng trong tình trạng bảo trì, triển khai tiền phương tới Yokosuka, Nhật Bản, để thay phiên cho USS George Washington với tư cách là tàu sân bay triển khai tiền phương duy nhất của Mỹ và một số đợt điều động của Lực lượng Hải quân Triển khai Tiền phương Hoa Kỳ thuộc phạm vi trách nhiệm của Bộ Tư lệnh Ấn Độ-Thái Bình Dương. Từ tháng 6 năm 2017 đến tháng 11 năm 2018, ông chỉ huy tàu chỉ huy đổ bộ USS Blue Ridge trong khi con tàu hoàn thành một cuộc cải tạo ụ tàu khô rộng lớn và sau đó trở lại hoạt động trên biển. Ông được giao nhiệm vụ chỉ huy tàu sân bay hạt nhân USS Theodore Roosevelt vào ngày 1 tháng 11 năm 2019. Sau khi được miễn nhiệm vụ, Crozier được chỉ định vào một vị trí trên bờ tại San Diego.

### COVID-19 bùng phát trên tàuTheodore Roosevelt

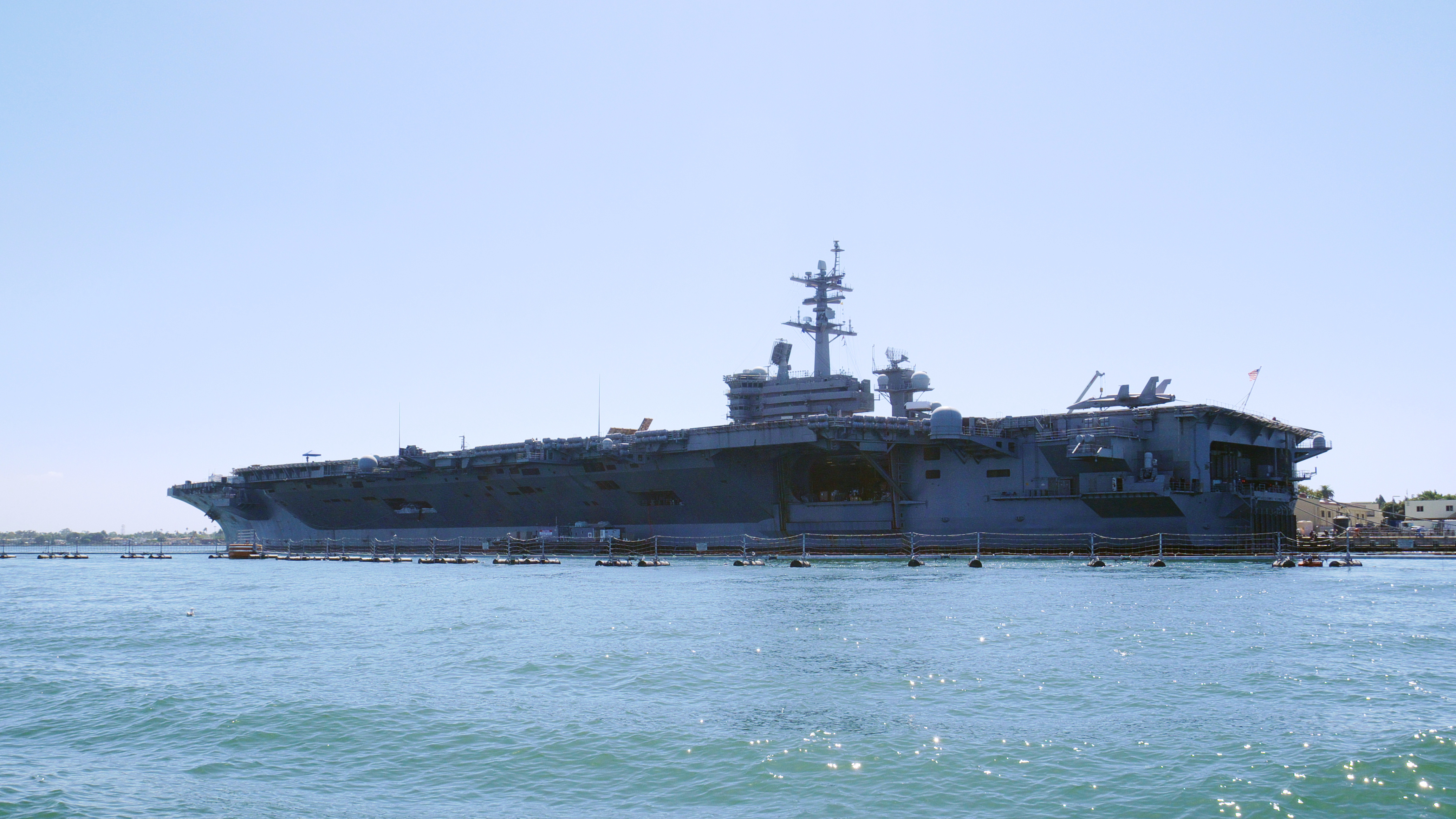
USS Theodore Roosevelt vào tháng 10 năm 2019, một tháng trước khi Crozier nắm quyền chỉ huy tàu

Crozier là hạm trưởng tàu Theodore Roosevelt, sau đó được triển khai ở Thái Bình Dương, vào ngày 24 tháng 3 năm 2020, khi ba thành viên của thủy hành đoàn được xét nghiệm dương tính với COVID-19. Ngày hôm sau, tám thủy thủ bị nhiễm bệnh, và trong vài ngày, lên tới "hàng chục" ca nhiễm. Các thủy thủ bị bệnh sau hơn hai tuần trên biển. Các trường hợp ban đầu được đưa đến một bệnh viện quân đội. Theodore Roosevelt được lệnh đến đảo Guam, nơi tàu cập cảng vào ngày 27 tháng 3 và tất cả 4.865 người trên tàu đã được yêu cầu kiểm tra virus. Khoảng 100 thủy thủ bị ảnh hưởng đều được cho xuống tàu, và phần còn lại của thủy hành đoàn vẫn ở trên tàu. Crozier muốn đưa hầu hết thủy thủ đoàn lên bờ ngay lập tức, nói rằng không thể ngăn chặn sự lây lan của virus trong các khu vực gần của con tàu. Tuy nhiên, cấp trên của ông, Chuẩn đô đốc Stuart P. Baker, tin rằng điều đó là không thực tế và quá quyết liệt.
Vào ngày 30 tháng 3, Crozier đã gửi email một bản ghi nhớ dài bốn trang cho 10 sĩ quan Hải quân. Ba đô đốc trong ban chỉ huy của ông, bao gồm chỉ huy trực tiếp của ông là Chuẩn đô đốc Baker, Đô đốc John Aquilino, tư lệnh Hạm đội Thái Bình Dương, và Phó Đô đốc DeWolfe Miller III, chỉ huy lực lượng không quân hải quân ở Thái Bình Dương. Crozier copied đã sao chép tin nhắn cho bảy thuyền trưởng khác, năm người trong số họ ở trên tàu Roosevelt và hai người là trợ lý điều hành cho các đô đốc. Crozier đã không gửi email cho Phó Đô đốc William R. Merz, người cao hơn Baker theo cấp bậc chỉ huy của Crozier. Trong bản ghi nhớ, Crozier đã cầu xin cho hầu hết các thủy thủ đoàn sơ tán và cách ly lên bờ, với lý do không thể thực hiện theo các khuyến nghị của CDC về các thủ tục cách ly và giãn cách xã hội trên tàu Theodore Roosevelt, một con tàu đông đúc hơn du thuyền Diamond Princess bị lây nhiễm trước đó. Vào ngày 31 tháng 3, bức thư đã bị rò rỉ cho tờ San Francisco Chronicle và được đăng công khai lên báo. Ngày 1 tháng 4, Hải quân đã ra lệnh cho tàu sân bay di tản, với một nhóm nồng cốt vẫn ở trên tàu để duy trì lò phản ứng hạt nhân, thiết bị chữa cháy và bếp ăn.